# پانتیانی (تلاوی)
پانتیانی (گرجی: პანტიანი) یک روستا در شهرداری تلاوی در گرجستان است.

## مردم
| سال سرشماری | جمعیت |
| ----------- | ----- |
| 2002        | 15    |
| 2014        | 2     |